# 帕拉 (加利福尼亞州)
帕拉（英語：Pala）是位於美國加利福尼亞州聖地牙哥縣的一個非建制地區。該地的面積和人口皆未知。

## 地理
帕拉的座標為33°21′55″N 117°04′36″W / 33.36528°N 117.07667°W，而該地的平均海拔高度為123米（即404英尺）。